# ラルフ・ヘメッカー
ラルフ・ヘメッカー（Ralph Hemecker）はアメリカ合衆国のテレビの監督、脚本家、プロデューサーである。『Witchblade』を手がけたことで知られる。

## キャリア
テレビシリーズ『反逆のヒーローレネゲイド』、『ミレニアム』、『NUMBERS 天才数学者の事件ファイル』、『V』、『ブルーブラッド 〜NYPD家族の絆〜』、『NIKITA / ニキータ』、『ワンス・アポン・ア・タイム』などのエピソードやテレビ映画を監督している。
2000年に製作会社のミシック・フィルムズを設立する。
2000年にテレビ映画『ウィッチブレイド 闇の女戦士』を監督する。さらに2001年から2002年にはテレビシリーズ版である『Witchblade』でショーランナーを務めた。

## 主なフィルモグラフィ

### 映画
- ブレード・スクワッド Blade Squad (1998) テレビ映画、監督
- ウィッチブレイド 闇の女戦士 Witchblade (2000) テレビ映画、監督

### テレビシリーズ
| 年          | 作品名                                          | エピソード                                           | クレジット       |
| ----------- | ----------------------------------------------- | ---------------------------------------------------- | ---------------- |
| 1996        | キンドレッド/狼の血族 Kindred: The Embraced     | 第1シーズン第4話「Romeo and Juliet」                 | 監督             |
| 1996        | キンドレッド/狼の血族 Kindred: The Embraced     | 第1シーズン第8話「Cabin in the Woods」               | 監督             |
| 1996-1998   | ミレニアム Millennium                           | 第1シーズン第8話「古びた鍵」                         | 監督             |
| 1996-1998   | ミレニアム Millennium                           | 第2シーズン第6話「A.C.T.S.268」                      | 監督             |
| 1996-1998   | ミレニアム Millennium                           | 第3シーズン第2話「密使 Part 2」                      | 監督             |
| 1997        | Xファイル The X-Files                           | 第5シーズン第9話「分裂」                             | 監督             |
| 1997        | Roar                                            | 第1話「Pilot」                                       | 監督             |
| 2001-2002   | Witchblade                                      | 第1シーズン第1話「Parallax」                         | 監督・脚本・原案 |
| 2001-2002   | Witchblade                                      | 第1シーズン第2話「Conundrum」                        | 原案             |
| 2001-2002   | Witchblade                                      | 第1シーズン第3話「Diplopia」                         | 原案             |
| 2001-2002   | Witchblade                                      | 第1シーズン第4話「Sacrifice」                        | 原案             |
| 2001-2002   | Witchblade                                      | 第1シーズン第5話「Legion」                           | 原案             |
| 2001-2002   | Witchblade                                      | 第1シーズン第6話「Maelstrom」                        | 原案             |
| 2001-2002   | Witchblade                                      | 第1シーズン第7話「Periculum」                        | 原案             |
| 2001-2002   | Witchblade                                      | 第1シーズン第8話「Thanatopis」                       | 原案             |
| 2001-2002   | Witchblade                                      | 第1シーズン第9話「Apprehension」                     | 原案             |
| 2001-2002   | Witchblade                                      | 第1シーズン第10話「Convergence」                     | 脚本・原案       |
| 2001-2002   | Witchblade                                      | 第1シーズン第11話「Transcendence」                   | 脚本・原案       |
| 2001-2002   | Witchblade                                      | 第2シーズン第1話「Emergence」                        | 脚本             |
| 2001-2002   | Witchblade                                      | 第2シーズン第2話「Destiny」                          | 脚本             |
| 2007-2010   | NUMBERS 天才数学者の事件ファイル Numb3rs        | 第4シーズン「数秘術の暗号」                          | 監督             |
| 2007-2010   | NUMBERS 天才数学者の事件ファイル Numb3rs        | 第5シーズン第2話「おとり作戦」                       | 監督             |
| 2007-2010   | NUMBERS 天才数学者の事件ファイル Numb3rs        | 第5シーズン第18話「12時01分」                        | 監督             |
| 2007-2010   | NUMBERS 天才数学者の事件ファイル Numb3rs        | 第6シーズン第5話「つくられた少女」                   | 監督             |
| 2007-2010   | NUMBERS 天才数学者の事件ファイル Numb3rs        | 第6シーズン第9話「最強の詐欺師」                     | 監督             |
| 2007-2010   | NUMBERS 天才数学者の事件ファイル Numb3rs        | 第6シーズン第14話「セレブの本性」                    | 監督             |
| 2010        | ゴースト 〜天国からのささやき Ghost Whisperer   | 第5シーズン第14話「運命の事故」                      | 監督             |
| 2010        | ヴァンパイア・ダイアリーズ The Vampire Diaries  | 第2シーズン第10話「いけいえ」                        | 監督             |
| 2010-2012   | ブルーブラッド 〜NYPD家族の絆〜 Blue Bloods     | 第1シーズン第2話「善意の犯罪」                       | 監督             |
| 2010-2012   | ブルーブラッド 〜NYPD家族の絆〜 Blue Bloods     | 第1シーズン第4話「親の時代 子の時代」                | 監督             |
| 2010-2012   | ブルーブラッド 〜NYPD家族の絆〜 Blue Bloods     | 第1シーズン第17話「銀色の星」                        | 監督             |
| 2010-2012   | ブルーブラッド 〜NYPD家族の絆〜 Blue Bloods     | 第2シーズン第3話「善と悪のボーダーライン」           | 監督             |
| 2010-2012   | ブルーブラッド 〜NYPD家族の絆〜 Blue Bloods     | 第2シーズン第5話「警官たちの週末」                   | 監督             |
| 2010-2012   | ブルーブラッド 〜NYPD家族の絆〜 Blue Bloods     | 第2シーズン第21話「危険なファイト・クラブ」          | 監督             |
| 2010-2012   | ブルーブラッド 〜NYPD家族の絆〜 Blue Bloods     | 第3シーズン第5話「Risk and Reward」                  | 監督             |
| 2010-2012   | ブルーブラッド 〜NYPD家族の絆〜 Blue Bloods     | 第3シーズン第6話「Greener Grass」                    | 監督             |
| 2011        | V                                               | 第2シーズン第9話「最先端技術」                       | 監督             |
| 2011        | NIKITA / ニキータ Nikita                        | 第1シーズン第20話「遠い幸せ」                        | 監督             |
| 2012        | NYC 22                                          | 第6話「Turf War」                                    | 監督             |
| 2012        | NYC 22                                          | 第12話「Self Cleaning Oven」                         | 監督             |
| 2012-継続中 | ワンス・アポン・ア・タイム Once Upon a Time     | 第1シーズン第10話「7:15 A.M.」                       | 監督             |
| 2012-継続中 | ワンス・アポン・ア・タイム Once Upon a Time     | 第1シーズン第17話「Hat Trick」                       | 監督             |
| 2012-継続中 | ワンス・アポン・ア・タイム Once Upon a Time     | 第2シーズン第1話「lBroken」                          | 監督             |
| 2012-継続中 | ワンス・アポン・ア・タイム Once Upon a Time     | 第2シーズン第9話「Queen of Hearts」                  | 監督             |
| 2012-継続中 | ワンス・アポン・ア・タイム Once Upon a Time     | 第2シーズン第16話「The Miller's Daughter」           | 監督             |
| 2012-継続中 | ワンス・アポン・ア・タイム Once Upon a Time     | 第2シーズン第18話「Selfless, Brave and True」        | 監督             |
| 2012-継続中 | ワンス・アポン・ア・タイム Once Upon a Time     | 第2シーズン第21話「Second Star to the Right」        | 監督             |
| 2012-継続中 | ワンス・アポン・ア・タイム Once Upon a Time     | 第3シーズン第1話「The Heart of the Truest Believer」 | 監督             |
| 2013        | ボディ・オブ・プルーフ 死体の証言 Body of Proof | 第3シーズン第2話「禁じられた手術」                   | 監督             |
| 2013        | Once Upon a Time in Wonderland                  | 第1話「Down the Rabbit Hole」                        | 監督             |
| 2013        | Once Upon a Time in Wonderland                  | 第4話「The Serpent」                                 | 監督             |